# Патиала и союз государств восточного Пенджаба
Патиала и союз государств восточного Пенджаба (англ. Patiala and East Punjab States Union, сокращённо PEPSU) — штат Индии, существовавший в 1948—1956 годах. Столица — Патиала.
Штат был образован после раздела Британской Индии путём объединения восьми бывших туземных княжеств: Патиала, Джинд, Набха, Фаридкот, Капуртхала, Калсиа, Малеркотла и Налагарх. Раджпрамукхом нового штата стал бывший махараджа Патиалы. На выборах 1952 была сформирована правительственная коалиция из нескольких партий за исключением ИНК. В 1954 году к власти пришло правительство ИНК.
В 1956 году, в соответствии с Актом о реорганизации штатов, штат PEPSU был объединён со штатом Восточный Пенджаб, образовав штат Пенджаб. C 1970 года территория входит в состава штатов Пенджаб, Химачал-Прадеш и Харьяна.
Штат имел население 3,493,685 (Всеиндийская перепись населения 1951 года), из которых 19 % было городским . Плотность населения была 133 чел /км².

Территориально состоял из несколько изолированных территорий 

PEPSU на территории Восточного Пенджаба